# Париски атлетски митинг
Париски атлетски митинг међународни је атлетски митинг, који се једном годишње одржава почетком јула на на стадиону Француска Стад де Франс у Сен Денију предграђу Париза.
Основан је 1984. године, а 2000. се спаја са митингом који се одржавао на стадиону Шарлети. Даље се одржавао под именом „Газ де Франс - Парис Сен Денис“. Од 2000. до 2009. митинг се одржава у оквиру програма Златне лиге, а од 2010. је део међународне Дијаматске лиге. Митинг Газ де Франс постаје Митинг Арева 2009. поводом обележавања своје годишњице и појаве новог главног спонзора, који је то остао до 2015, а од тада се зове Meeting de Paris.

## Континентални рекорди постигнути на митинзима
| Датум         | Дисциплина            | Атлетичар              | Земља            | Резултат | Рекорд                     |
| ------------- | --------------------- | ---------------------- | ---------------- | -------- | -------------------------- |
| 3. јул 1998.  | Скок мотком           | Анжела Балахонова      | Украјина         | 4,55 м   | Европски рекорд            |
| 4. јул 2003.  | 3.000 м препреке      | Буабделах Тахри        | Француска        | =8:06,91 | Изједначен европски рекорд |
| 18. јул 2008. | 800 м                 | Памела Џелимо          | Кенија           | 1:54,97  | Афрички рекорди            |
| 6. јул 2013.  | 3.000 м препреке      | Маједин Мекиси Бенабад | Француска        | 8:00,09  | Европски рекорд            |
| 4. јул 2015.  | 100 м                 | Жими Вико              | Француска        | =9,86    | Изједначен европски рекорд |
| 4. јул 2015.  | 400 м                 | Wayde Van Niekerk      | Јужна Африка     | 43,96    | Арфички рекорд             |
| 4. јул 2015.  | 3.000 м са препрекама | Еван Џегер             | Сједињене Државе | 8:00,45  | Северноамерички рекорд     |

## Рекорди митинга

### Мушкарци
| Дисциплина       | Рекорд             | Атлетичар                                                               | Земља                | Датум         | Реф                |
| ---------------- | ------------------ | ----------------------------------------------------------------------- | -------------------- | ------------- | ------------------ |
| 100 м            | 9,79 (−0,2 м/с)    | Јусејн Болт                                                             | Јамајка              | 17. јул 2009. |                    |
| 200 м            | 19,73 (+0,2 м/с)   | Јусејн Болт                                                             | Јамајка              | 6. јул 2013.  | [ тражи се извор ] |
| 400 м            | 43,86              | Џереми Воринер                                                          | Сједињене Државе     | 18. јул 2008. | [ 2 ]              |
| 800 м            | 1:41,54            | Дејвид Рудиша                                                           | Кенија               | 6. јул 2012.  | [ 3 ]              |
| 1.000 м          | 2:13,73            | Нуредин Морсели                                                         | Алжир                | 2. јул 1993.  |                    |
| 1,500 м          | 3:28,38            | Хишам ел Геруж                                                          | Мароко               | 6. јул 2001.  | [ 4 ]              |
| 1. миља          | 3:49,01            | Хишам ел Геруж                                                          | Мароко               | 29. јул 1998. |                    |
| 2.000 м          | 4:58,21            | Нуредин Морсели                                                         | Алжир                | 4. јул 1992.  |                    |
| 3.000 м          | 7:27.67            | Али Саиди Сајеф                                                         | Алжир                | 23. јун 2000. | [ 5 ]              |
| 5.000 м          | 12:40,18           | Кенениса Бекеле                                                         | Етиопија             | 1. јул 2005.  | [ 6 ]              |
| 10.000 м         | 27:22,95           | Фенандо Мамеде                                                          | Португалија          | 9. јул 1982.  |                    |
| 110 м препоне    | 12,88 (+0,5 м/с)   | Дајрон Роблес                                                           | Куба                 | 18. јул 2008. |                    |
| 400 м препоне    | 47,66              | Едвин Мозис                                                             | USA                  | 22. јул 1986. |                    |
| 3.000 м препреке | 7:58,83            | Џајрус Кипчоге Биреч                                                    | Кенија               | 4. јул 2015.  | [ 7 ]              |
| Скок увис        | 2,40 m             | Хавијер Сотомајор                                                       | Куба                 | 19. јул 1991. |                    |
| Скок мотком      | 6,00 м             | Сергеј Бупка                                                            | Совјетски Савез      | 13. јул 1985. |                    |
| Скок мотком      | 6,00 м             | Сергеј Бупка                                                            | Совјетски Савез      | 29. јун 1990. |                    |
| Скок мотком      | 6,00 м             | Сергеј Бупка                                                            | Украјина             | 4. јун 1992.  |                    |
| Скок мотком      | 6,00 м             | Џеф Хартвиг                                                             | Сједињене Државе     | 4. јун 1998.  |                    |
| Скок удаљ        | 8,66 m (+0,9 м/с)  | Мајк Пауел                                                              | Сједињене Државе     | 29. јун 1990. |                    |
| Троскок          | 17,75 м (+1,1 м/с) | Џонатан Едвардс                                                         | Уједињено Краљевство | 5. јул 2002.  | [ 8 ]              |
| Бацање кугле     | 21,53 м            | Вернер Гинтер                                                           | Швајцарска           | 6. јули 1992. |                    |
| Бацање диска     | 70,21 м            | Виргилијус Алекна                                                       | Литванија            | 23. јул 2004. | [ 9 ]              |
| Бацање кладива   | 83,00 м            | Балаж Киш                                                               | Мађарска             | 4. јун 1998.  |                    |
| Бацање копља     | 91,40 м            | Јан Железни                                                             | Чешка                | 29. јул 1998. |                    |
| 4 х 100 м        | 38,70              | Jeffrey Lawal-Balogun Craig Pickering Marlon Devonish Марк Луис-Франсис | GBR                  | 16. јул 2010. | [ 10 ]             |

### Жене
| Дисциплина       | Рекорд             | Атлетичарка            | Земља            | Датум         | Реф    |
| ---------------- | ------------------ | ---------------------- | ---------------- | ------------- | ------ |
| 100 м            | 10,74 (+0,2 м/с)   | Шели-Ен Фрејзер-Прајс  | Јамајка          | 4. јул 2015.  | [ 11 ] |
| 200 м            | 21,95              | Мари Жозе Перек        | Француска        | 1. јун 1995.  |        |
| 400 м            | 49,15              | Тоник Вилијамс-Дарлинг | Бахами           | 23. јул 2004. | [ 9 ]  |
| 800 м            | 1:54,97            | Памела Џелимо          | Кенија           | 18. јул 2008. | [ 2 ]  |
| 1.000 м          | 2:32,40            | Ела Ковач              | Румунија         | 2. јул 1993.  |        |
| 1.500 м          | 3:55,68            | Јулија Чиженко         | Русија           | 8. јул 2006.  | [ 12 ] |
| 1. миља          | 4:18,08            | Мери Декер             | Сједињене Државе | 9. јул 1982.  |        |
| 3.000 м          | 8:23,75            | Олга Јегорова          | _Русија          | 6. јул 2001.  | [ 4 ]  |
| 5.000 м          | 14:15,41           | Тирунеш Дибаба         | Етиопија         | 4. јул 2015.  | [ 13 ] |
| 10.000 м         | 31:08,41           | Catherina McKiernan    | Ирска            | 17. јун 1995. |        |
| 100 м препоне    | 12,32 (+1,6 м/с)   | Људмила Енквист        | Русија           | 4. јун 1992.  |        |
| 400 м препоне    | 53,06              | Ким Батен              | Сједињене Државе | 29. јул 1998. |        |
| 3.000 м препреке | 9:11,65            | Hiwot Ayalew           | Етиопија         | 5. јул 2014.  | [ 14 ] |
| Скок увис        | 2,02 м             | Бланка Влашић          | Хрватска         | 6. јул 2007.  | [ 15 ] |
| Скок увис        | 2,02 м             | Бланка Влашић          | Хрватска         | 16. јул 2010. |        |
| Скок мотком      | 4,91 м             | Јелена Исинбајева      | Русија           | 6. јул 2007.  | [ 15 ] |
| Скок удаљ        | 7,15 м (+1,7 м/с)  | Хајке Дрекслер         | Немачка          | 6. јул 1992.  |        |
| Троскок          | 15,12 м (−0,9 м/с) | Татјана Лебедева       | Русија           | 4. јул 2003.  | [ 16 ] |
| Бацање кугле     | 20,78 м            | Надзеја Астапчук       | Белорусија       | 16. јул 2010. |        |
| Бацање кугле     | 20,78 м            | Валери Адамс           | Нови Зеланд      | 8. јул 2011.  | [ 17 ] |
| Бацање диска     | 68,48 м            | Сандра Перковић        | Хрватска         | 5. јул 2014.  | [ 18 ] |
| Бацање кладива   | 72,43 м            | Јипси Морено           | Куба             | 23. јул 2004  | [ 9 ]  |
| Бацање копља     | 68,01 м            | Кристина Обергфел      | Немачка          | 8. јул 2011.  | [ 19 ] |